# Escriptura tartèssia

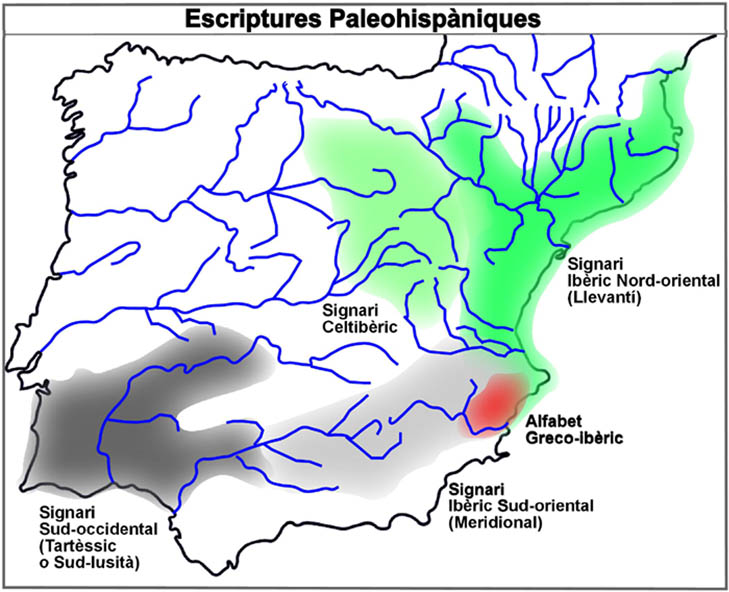
Escriptures paleohispàniques

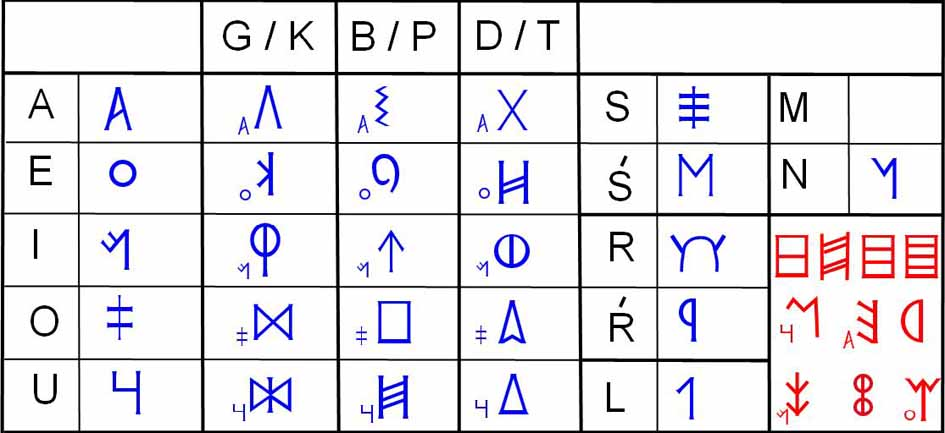
Una de les propostes de signari tartessi. Adaptat de Rodríguez Ramos, 2000

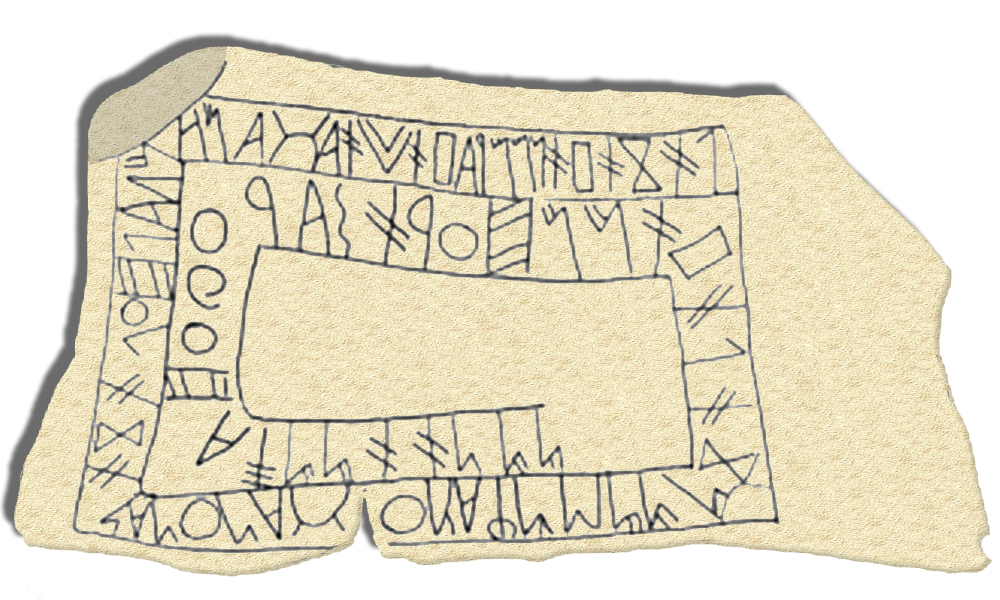
Fonte Velha (Bensafrim, Lagos)

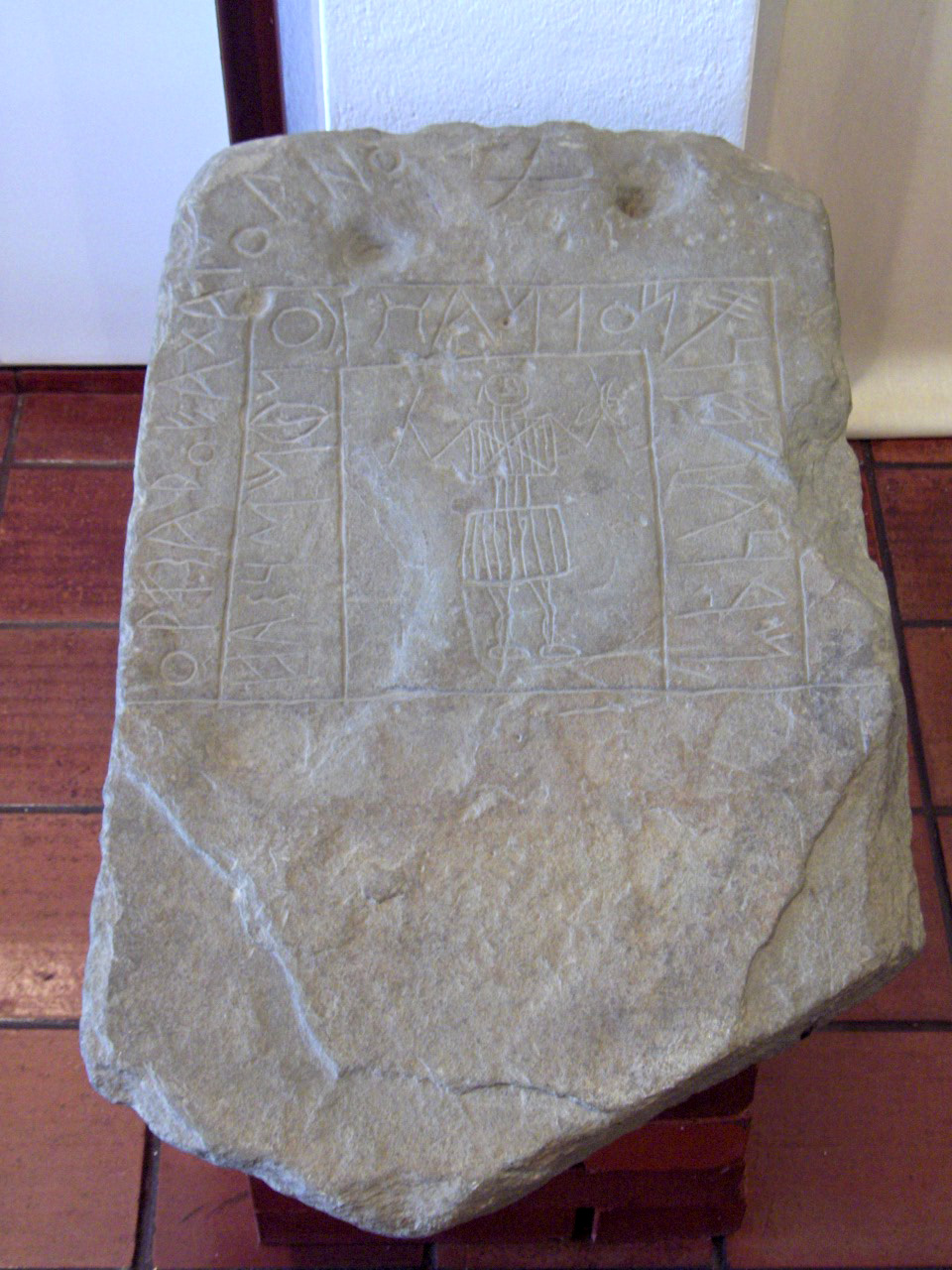
Herdade da Abobada (Almodôvar)

L'escriptura tartèssia, també coneguda com del sud-oest (sud-occidental) de la península Ibèrica i com sud-lusitana, és una escriptura paleohispànica molt similar, tant per la forma dels signes com pel valor que els signes representen, a l'escriptura ibèrica sud-oriental, però a diferència d'aquesta, que expressa llengua ibèrica, l'escriptura tartèssia expressa una llengua que no ha pogut encara ser relacionada amb cap altra. Sobre l'origen de les escriptures paleohispàniques no hi ha consens: per a alguns investigadors, el seu origen està directament i únicament lligat a l'alfabet fenici, mentre que per d'altres, en la seva creació, també hi hauria influït l'alfabet grec.
A diferència de les altres escriptures paleohispàniques, aquesta escriptura i la llengua que expressa no tenen una denominació consensuada. La denominació més neutra és la d'escriptura del sud-oest de la península Ibèrica, ja que només fa referència a la localització geogràfica de les inscripcions que usen aquesta escriptura en el quadrant sud-occidental de la península Ibèrica. Però, la denominació més popular és la d'escriptura tartèssia, tot i que no és una denominació precisa, perquè les inscripcions que usen aquesta escriptura només apareixen marginalment en el territori en el qual les fonts clàssiques situen el Regne de Tartessos i, en canvi, es concentren en el territori que les fonts clàssiques atribueixen als conis. Una tercera denominació és escriptura sud-lusitana, que fa referència a la seva posició geogràfica relativa respecte del territori dels lusitans.
Llevat de l'alfabet grecoibèric, la resta d'escriptures paleohispàniques comparteixen una característica tipològica distintiva: presenten signes amb valor sil·làbic, per a les oclusives, i signes amb valor alfabètic, per a la resta de consonants i vocals. Des del punt de vista de la classificació dels sistemes d'escriptura, no són ni alfabets ni sil·labaris, sinó un tipus d'escriptura mixta que s'identifica normalment com a semisil·labari. La particularitat de l'escriptura tartèssia és la sistemàtica redundància vocàlica de signes sil·làbics, fenomen que en les altres escriptures paleohispàniques és residual. Alguns investigadors consideren aquesta escriptura com un semisil·labari redundant, mentre que d'altres el consideren un alfabet redundant. El fenomen de la redundància vocàlica de signes sil·làbics va ser descobert per Ulrich Schmoll i permet classificar la major part dels signes d'aquesta escriptura en sil·làbics, vocàlics i consonàntics. Tot i així, el seu desxiframent encara no es pot donar per tancat, ja que no hi ha consens entre els diferents investigadors que han fet propostes concretes.
Aquesta escriptura s'escriu majoritàriament de dreta a esquerra i el seu àmbit d'ús és el quadrant sud-occidental de la península Ibèrica: fonamentalment a l'Algarve i al Baix Alentejo i residualment a Andalusia occidental i Extremadura. Pràcticament, l'únic suport sobre el qual apareix són grans lloses de pedra, prop d'un centenar. El tipus de suport i el fet que pràcticament totes han aparegut fora de context impedeix precisar excessivament la seva cronologia, encara que pels escassos exemplars que presenten alguna restricció cronològica, sembla que haurien de ser del s. V aC o anteriors. Tot i així, tradicionalment, se'ls hi atribueix una antiguitat que les podria fer remuntar fins al s. VII aC, hipòtesi que, si es confirmés, la convertiria en l'escriptura paleohispànica més antiga.